# Henrik Castegren
Henrik Rönnlöf Castegren (* 28. března 1996) je švédský profesionální fotbalista, který hraje na pozici obránce za maďarský klub Debreceni VSC a švédský národní tým.

## Klubová kariéra

### Lechia Gdańsk
Dne 18. února 2022 Castegren podepsal smlouvu s Lechií Gdańsk v Polsku do 30. června 2024 s možností prodloužení. Dne 23. května 2023, po sestupu Lechie z Ekstraklasy, bylo oznámeno, že na konci měsíce klub po vzájemné dohodě opustí.

### Debrecen
Dne 3. února 2025 Castegren podepsal smlouvu s Debreceni VSC v Maďarsku.